# Cộng hòa Nhân dân Hungary
Cộng hòa Nhân dân Hungary (tiếng Hungary: Magyar Népköztársaság) là quốc hiệu chính thức của nước Hungary xã hội chủ nghĩa từ năm 1949 đến năm 1989, do Đảng Công nhân Xã hội chủ nghĩa Hungary lãnh đạo với sự hỗ trợ của Liên Xô. Thể chế này tồn tại cho đến năm 1989, khi các lực lượng đối lập buộc đảng cầm quyền phải từ bỏ chủ nghĩa cộng sản. Nhà nước này xem mình là chế độ kế thừa của Cộng hòa Xô viết Hungary được thành lập vào năm 1919.

## Thành lập
Sau khi giải phóng Hungary khỏi Đức Quốc xã, Hồng quân Liên Xô tiếp tục đóng quân ở quốc gia này. Sau khi tịch thu hầu hết tài sản của lực lượng Đức, Liên Xô nỗ lực và đạt được ở một mức độ nhất định trong việc kiểm soát các vấn đề chính trị của Hungary. Liên Xô lập ra các cơ quan công an để hạn chế phe đối lập, giúp những người cộng sản Hungary tuyên truyền mạnh mẽ về chủ nghĩa cộng sản và chiếm ưu thế trong cuộc bầu cử sắp tới. Bất chấp các nỗ lực này, Đảng Cộng sản Hungary chỉ nhận được 17% tổng số phiếu, đứng sau liên minh do Đảng Tiểu chủ- lãnh đạo dưới quyền Thủ tướng Zoltán Tildy, do đó làm thất bại kỳ vọng của Liên Xô về việc Đảng cộng sản Hungary nắm giữ quyền lực bằng một chính phủ được bầu cử dân chủ.
Tuy nhiên, Liên Xô can thiệp bằng sức ép ngoại giao, kết quả là một chính phủ không có mặt Tildy, với những người cộng sản nắm giữ các chức vụ bộ trưởng quan trọng, và áp dụng một số biện pháp hạn chế, như buộc chính phủ liên minh phải nhường ghế Bộ Nội vụ cho một người do Đảng Cộng sản Hungary đề cử.
Bộ trưởng Nội vụ László Rajk thành lập công an mật ÁVH, trong một nỗ lực nhằm đẩy mạnh ""đấu tranh giai cấp"" thông qua đe dọa và bắt giam những đối tượng chống Cộng. Đến đầu năm 1947, Liên Xô thúc ép lãnh tụ Đảng cộng sản Hungary là Mátyás Rákosi phải tiến hành "phương pháp đấu tranh giai cấp rõ ràng hơn." Rákosi thực hiện bằng cách buộc các đảng khác phải loại bỏ các đảng viên muốn chống lại Đảng Cộng sản, trên danh nghĩa vì họ là "kẻ phát xít". Sau khi những người Cộng sản giành được đủ vị thế chính trị, ông gọi hành động này là "chiến thuật xúc xích."  Thủ tướng Ferenc Nagy bị buộc phải từ nhiệm để thành viên Đảng Tiểu chủ mềm dẻo hơn là Lajos Dinnyés tựu nhiệm. Trong cuộc bầu cử tổ chức trong năm 1947, Đảng Cộng sản trở thành đảng lớn nhất, song không chiếm đa số. Liên minh được duy trì với Dinnyés là thủ tướng. Tuy nhiên, đến thời điểm này thì hầu hết các thành viên chống Cộng trong các đảng khác đã bị loại bỏ, khiến họ trở thành các đảng đồng minh với Đảng cộng sản.
Tháng 6 năm 1948, những người Cộng sản yêu cầu những người Dân chủ Xã hội phải hợp nhất với họ để lập ra Đảng Nhân dân Lao động Hungary. Rákosi sau đó buộc Tildy phải chuyển giao chức chủ tịch cho Árpád Szakasits (người chuyển lập trường sang ủng hộ Đảng cộng sản). Vào tháng 12, lãnh tụ đảng Tiểu chủ là Dinnyés bị thủ lĩnh phe tả trong đảng là István Dobi thay thế, đây là người công khai ủng hộ Đảng cộng sản. Quá trình này ít nhiều hoàn thành với cuộc bầu cử vào tháng 5 năm 1949. Ngày 18 tháng 8, Quốc hội mới thông qua một bản hiến pháp mới — gần như là một bản sao của hiến pháp Liên Xô. Khi nó được ban hành chính thức vào ngày 20 tháng 8, tên nước được đổi thành Cộng hòa Nhân dân Hungary.
Tình hình chính trị cũ vẫn tiếp diễn, với việc Đảng Nhân dân Lao động Hungary kiểm soát nền chính trị Hungary, còn Liên Xô tiến hành can thiệp khi cần thiết, thông qua sức ép chính trị và các hoạt động bí mật. Rajk (người về sau bị xử bắn vì hoạt động lật đổ chính phủ) gọi đây là "một nền chuyên chính vô sản nằm ngoài mô hình Xô viết", gọi nó là một "nền dân chủ nhân dân."

## Lịch sử

### Thời kỳ Stalin (1949–1956)
Nhà lãnh đạo mới của Hungary là Mátyás Rákosi yêu cầu các đồng chí trong Đảng Nhân dân Lao động Hungary phải hoàn toàn tuân lệnh ông. Đối thủ cạnh tranh quyền lực chính của Mátyás Rákosi là László Rajk, người này khi đó đang là Ngoại trưởng Hungary. Rajk bị bắt giữ và phái viên NKVD của Stalin phối hợp cùng Tổng Bí thư Hungary Rákosi và công an mật ÁVH để sắp xếp phiên tòa dành cho Rajk. Trong phiên tòa vào tháng 9 năm 1949, Rajk buộc phải nhận tội, nói rằng ông là tay sai của Miklós Horthy, Leon Trotsky, Josip Broz Tito và chủ nghĩa đế quốc phương Tây. Ông cũng thừa nhận rằng mình tham gia một kế hoạch ám sát nhằm vào Mátyás Rákosi và Ernő Gerő. Rajk bị tuyên bố là có tội và bị tuyên án tử hình.
Mặc dù có công giúp đỡ Rákosi loại bỏ Rajk, song János Kádár và những người bất đồng quan điểm khác cũng bị loại khỏi đảng trong giai đoạn này. ÁVH đã đánh đập Kádár trong lúc thẩm vấn ông Rákosi sau đó nắm quyền lãnh đạo tại Hungary. Ở cao điểm trong thời gian nắm quyền của mình, Rákosi cho phát triển sự sùng bái cá nhân mạnh mẽ. Rákosi phỏng theo các chương trình chính trị và kinh tế Stalinist Ông tự mô tả bản thân là "môn đệ người Hungary tốt nhất của Stalin" và "học trò tốt nhất của Stalin".
Hoạt động trấn áp tại Hungary gay gắt hơn so với các quốc gia vệ tinh khác trong những năm 1940 và 1950 do hoạt động chống đối tại Hungary mãnh liệt hơn. Khoảng chừng 350.000 quan chức và đảng viên bị khai trừ khỏi Đảng Nhân dân Lao động Hungary từ năm 1948 đến năm 1956. Bất kỳ thành viên nào bị phát hiện có liên hệ với phương Tây đều bị khai trừ ngay lập tức, trong số đó có một lượng lớn những người từng lưu vong nhiều năm ở phương Tây khi Hungary bị Đức Quốc xã chiếm đóng. Khoảng chừng 150.000 người bị bắt giam, với 2.000 người bị xử bắn. Ngoài ra, trong quá trình "thanh lọc xã hội" các thành phần phi đảng phái, tại Budapest vào 2 giờ rạng sáng thứ 2, thứ 4, và thứ 6 có các chuyến xe chở các phạm nhân, con số khoảng chừng 700.000. Những cuộc thanh lọc toàn xã hội này sử dụng một nguồn lực lớn, bao gồm việc động viên gần một triệu người Hungary trưởng thành để giúp Chính phủ ghi chép, kiểm soát, tuyên truyền, theo dõi kẻ tình nghi hoặc đôi khi là xử bắn phạm nhân

Quốc kỳ Hungary trong giai đoạn 1949-1956

Rákosi nhanh chóng mở rộng hệ thống giáo dục tại Hungary, nhằm tạo ra những người được Rákosi gọi là một "giới tri thức lao động" mới. Một số tác động tích cực như tạo điều kiện giáo dục tốt hơn dành cho người nghèo, miễn phí giáo dục, cho con cái của giai cấp công nhân thêm nhiều cơ hội và nâng cao tỷ lệ biết chữ nói chung, biện pháp này cũng bao gồm cả việc phổ biến ý thức hệ cộng sản chủ nghĩa trong trường học. Ngoài ra, nhằm mục đích tách biệt Giáo hội ra khỏi chính quyền, việc giảng dạy tôn giáo trong nhà trường bị tuyên bố là truyền giáo và dần bị loại bỏ khỏi trường học.
Chính quyền tiến hành tập thể hóa nông nghiệp và dùng lợi nhuận từ các nông trường quốc gia để cung cấp tài chính cho ngành công nghiệp nặng đang phát triển nhanh chóng, đầu tư cho công nghiệp nặng khi đó chiếm tới 90% tổng vốn đầu tư công nghiệp. Lúc đầu, Hungary tập trung chủ yếu vào các loại hàng mà nước này sản xuất từ trước chiến tranh, bao gồm đầu máy và toa xe lửa.
Rákosi gặp khó khăn trong việc quản lý nền kinh tế khiến hàng tiêu dùng bị thiếu hụt. Chính phủ của ông càng trở nên không được ủng hộ, và khi Joseph Stalin qua đời vào năm 1953, Imre Nagy đã thay thế chức thủ tướng của Mátyás Rákosi. Tuy nhiên, Mátyás Rákosi vẫn là Tổng bí thư của Đảng Nhân dân Lao động Hungary trong ba năm sau đó. Với vai trò là lãnh đạo mới của Hungary, Imre Nagy loại bỏ sự kiểm soát ngôn luận đối với truyền thông và khuyến khích thảo luận công khai về thay đổi hệ thống chính trị và tự do hóa kinh tế. Chính phủ mới hứa hẹn nâng cao sản lượng và phân phối các mặt hàng tiêu dùng. Nagy cũng cho phóng thích những người cánh hữu đối lập khỏi nhà tù và thảo luận về việc tổ chức bầu cử đa đảng và rút Hungary khỏi khối Warszawa.
Ngày 9 tháng 3 năm 1955, Ủy ban Trung ương của Đảng Nhân dân Lao động Hungary chỉ trích Nagy thiên hữu. Các tờ báo Hungary cũng tham gia công kích Nagy và buộc tội ông phải chịu trách nhiệm cho các vấn đề kinh tế của quốc gia. Ngày 18 tháng 4, Imre Nagy bị cách chức trong một cuộc bỏ phiếu của Quốc hội, Rákosi lại trở thành lãnh đạo của Hungary.
Quyền lực của Rákosi bị suy yếu sau bài phát biểu lên án Stalin của nhà lãnh đạo Liên Xô Nikita Khrushchev vào tháng 2 năm 1956. Ngày 18 tháng 7 năm 1956, Rákosi buộc phải rời khỏi chức vụ sau các chỉ thị từ Liên Xô. Tuy nhiên, người bạn thân cận của ông là Ernő Gerő trở thành nhà lãnh đạo mới của quốc gia.
Ngày 3 tháng 10 năm 1956, Ủy ban Trung ương của Đảng Nhân dân Lao động Hungary tuyên bố rằng László Rajk, György Pálffy, Tibor Szőnyi và András Szalai bị oan trong việc bị kết án mưu phản vào năm 1949. Đồng thời, Đảng Nhân dân Lao động Hungary cũng tuyên bố Imre Nagy được phục hồi đảng tịch.

### Các thay đổi dưới thời Kádár
Vụ bạo động Hungary 1956 bắt đầu vào ngày 23 tháng 10 khi các sinh viên tiến hành hoạt động tuần hành hòa bình tại Budapest, nhưng về sau chuyển thành bạo động. Sau đó, giao tranh vũ trang ác liệt đã nổ ra, ước tính có 3.200 người đã chết (gồm khoảng 2.500 người Hungary và 722 người Liên Xô), gần như toàn bộ là trong quá trình can thiệp của Liên Xô. Một người thân Xô là János Kádár trở thành lãnh đạo mới của Hungary, với chức vụ là lãnh đạo của Đảng Công nhân Xã hội chủ nghĩa Hungary mới được thành lập.
Đầu tiên, Kádár lãnh đạo các hành động trừng phạt chống lại những người tổ chức vụ bạo động. 21.600 người tham gia vụ bạo động bị bắt, 13.000 người bị giam giữ, và 400 người bị xử bắn với tội danh phản quốc, âm mưu lật đổ. Tuy nhiên, đến đầu những năm 1960, Kádár tuyên bố ân xá, dần kiềm chế một số hành động thái quá của công an mật, mở đầu đường lối văn hóa và kinh tế tương đối tự do nhằm khắc phục thái độ thù địch chống lại ông sau năm 1956.
Năm 1966, Ủy ban Trung ương thông qua "Cơ chế Kinh tế mới", qua đó tìm cách cải tổ nền kinh tế, tăng năng suất, khiến nền kinh tế Hungary cạnh tranh hơn trên thị trường thế giới, tạo ra sự thịnh vượng để thúc đẩy ổn định chính trị. Trong hai thập niên kế tiếp, tình hình trong nước Hungary tương đối yên tĩnh, chính phủ của Kádár lần lượt tiến hành các cải cách nhỏ về kinh tế và chính trị.
Kinh tế đất nước tăng trưởng nhanh, đời sống nhân dân phát triển nhờ quá trình công nghiệp hóa. Trong suốt thời kỳ này, tỷ lệ lao động trong nông nghiệp chỉ còn khoảng 1/8 trong năm 1990, trong khi lực lượng lao động công nghiệp lớn lên tới gần 1/3. Từ thời gian đó, khu vực dịch vụ tăng một cách đáng kể. Cùng với sự hiện đại hóa kinh tế kiểu Xô viết dẫn đến sự tăng trưởng nhanh, về cơ bản những ngành công nghiệp nặng như sắt, thép được trao quyền ưu tiên cao nhất, cơ sở hạ tầng được hiện đại hóa.
Chính phủ đề ra một cơ chế kinh tế mới (NEM ) vào năm 1968. NEM thực hiện những cải cách kiểu thị trường để hợp lý hóa hành vi của những doanh nghiệp nhà nước của Hungary, và cũng bao gồm cả doanh nghiệp tư nhân. Vào khoảng cuối năm 1980, 1/3 tổng sản phẩm quốc nội GDP, gần 3/5 công việc trong ngành dịch vụ và hơn 3/4 các xưởng máy móc thiết bị phục vụ trong xây dựng được tạo ra bởi các doanh nghiệp tư nhân của Hungary.
Đầu thập niên 1980, Hungary đã có được một số cải cách kinh tế dài hạn và tự do hóa chính trị ở mức cao hơn, theo đuổi một chính sách đối ngoại khuyến khích thương mại với phương Tây. Tuy thế, Cơ chế Kinh tế mới dẫn tới nợ nước ngoài tăng lên, chính phủ phải trợ cấp cho các ngành công nghiệp không sinh lợi nhuận.

### Chuyển đổi sang nước đa đảng
Quá trình chuyển đổi Hungary thành một nước đa đảng diễn ra êm thấm so với các nước khác trong khối Đông Âu. Đến năm 1988, trong nội bộ Đảng và bộ máy nhà nước và giới trí thức gia tăng áp lực yêu cầu thay đổi. Các hoạt động công dân được tăng cường ở mức chưa từng có kể từ năm 1956.
Năm 1988, Kádár phải rời khỏi chức vụ Tổng bí thư, nhân vật cộng sản cải cách Imre Pozsgay được bầu vào Bộ Chính trị. Năm 1989, Quốc hội thông qua một "gói cải cách", bao gồm công đoàn đa nguyên, tự do lập hội, hội họp và báo chí, một luật bầu cử mới. Vào tháng 10 năm 1989, một bản hiến pháp cấp tiến được thông qua, Đảng Công nhân Xã hội chủ nghĩa Hungary triệu tập Đại hội cuối cùng của mình và tái lập với tên Đảng Xã hội Hungary (MSZP). Trong một phiên họp lịch sử vào ngày 16-20 tháng 10 năm 1989, Quốc hội thông qua luật quy định bầu cử quốc hội đa đảng và một cuộc bầu cử tổng thống trực tiếp, đổi tên nước từ Cộng hòa Nhân dân Hungary thành Cộng hòa Hungary.

## Kinh tế
Là một thành viên của khối Đông Âu, ban đầu Hungary tuân theo các chỉ thị của Joseph Stalin nhằm làm suy yếu thể chế kinh tế thị trường tư sản phương Tây, ra các điều luật để nhà nước có thể can thiệp tùy ý vào nền kinh tế. Các nền kinh tế theo mô hình Liên Xô tại Đông Âu, giống như Hungary, tuân theo các phương châm chỉ đạo kinh tế tập trung kế hoạch hóa của Nhà nước Các hoạt động kinh tế được quản lý theo các Kế hoạch 5 năm, chia thành các giai đoạn hàng tháng, các nhà hoạch định của chính phủ thường cố gắng đạt được mục tiêu bất chấp thị trường của hàng hóa được sản xuất ra.
Trong thập niên 1950-1970, kinh tế Hungary tăng trưởng nhanh, nhưng đến thập niên 1980 thì chững lại. Hoạt động sản xuất không hợp lý dẫn đến việc các mặt hàng tiêu dùng bị thiếu về số lượng và đơn điệu về mẫu mã. Nhìn chung, các hệ thống quản lý kinh tế bao cấp không có cạnh tranh dần trở nên trì trệ, đặc biệt là trong bối cảnh kinh tế thế giới ngày càng phức tạp.
Thập niên 1980, hầu hết các nền kinh tế Tây Âu về cơ bản đạt đến GDP trên người gần với mức của Hoa Kỳ GDP đầu người theo sức mua tương đương của Hungary tuy ở mức khá cao trên thế giới nhưng chỉ bằng khoảng 1/2 khi so với các nước phát triển ở Tây Âu (xem trong bảng)
GDP đầu người về danh nghĩa:
| GDP/người (USD năm 1990) | 1938   | 1990    |
| ------------------------ | ------ | ------- |
| Áo                       | $1.800 | $19.200 |
| Tiệp Khắc                | $1.800 | $3.100  |
| Phần Lan                 | $1.800 | $26.100 |
| Ý                        | $1.300 | $16.800 |
| Hungary                  | $1.100 | $2.800  |
| Ba Lan                   | $1.000 | $1.700  |
| Tây Ban Nha              | $900   | $10.900 |

GDP đầu người đã điều chỉnh theo sức mua tương đương:
| GDP/người (USD năm 1990) | 1950   | 1973    | 1990                            |
| ------------------------ | ------ | ------- | ------------------------------- |
| Áo                       | $3.706 | $11.235 | $16.881                         |
| Ý                        | $3.502 | $10.643 | $16.320                         |
| Tiệp Khắc                | $3.501 | $7.041  | $8.895(Czech)/ $7.762(Slovakia) |
| Liên Xô                  | $2.834 | $6.058  | $9.271                          |
| Hungary                  | $2.480 | $5.596  | $6.471                          |
| Tây Ban Nha              | $2.397 | $8.739  | $12.210                         |

Tình trạng nhà ở xuống cấp cũng diễn ra. Các căn hộ trong những khối nhà lớn đúc sẵn có chất lượng dần bị xuống cấp theo thời gian, như Panelház, là một biểu tượng phổ biến ở các thành phố Đông Âu thập niên 1970 và 1980. Đến cuối những năm 1980, các điều kiện vệ sinh đã giảm sút. Chỉ có 60% nhà ở tại Hungary có điều kiện vệ sinh đầy đủ vào năm 1984, chỉ 36,1% nhà ở có đường ống nước.